# Martin Damm
Martin Damm (født 17. februar 1963) er en dansk politiker, der siden kommunalvalget i 2009 har været borgmester for Venstre i Kalundborg Kommune. Han er formand for KL (Kommunernes Landsforening) fra 2022 og var det også fra 2014 og 2018. Damm var næstformand i KL i den mellemliggende valgperiode fra 2018 til 2022.

## Tidlige liv
Martin Damm blev uddannet elektronikmekaniker i 1985, civiløkonom ved handelshøjskolen i Slagelse i 1994 og blev i 2005 uddannet Master of Public Management ved SDU.

## Politik
Martin Damm var fra 1998 til 2006 medlem af Gørlev Kommunalbestyrelse. Fra 2006 til 2009 var han medlem af Kalundborg Kommunalbestyrrelse og i 2010 blev han borgmester i Kalundborg kommune.
Martin Damm er tidligere formand for Kommunernes Landsforenings Teknik- og Miljøudvalg. Martin Damm blev i 2013 valgt til den nye formand i Kommunernes Landsforening, gældende fra marts 2014. Fra marts 2018 er Martin Damm næstformand i KL.